# Kečovo
Kečovo é um município da Eslováquia, situado no distrito de Rožňava, na região de Košice. Tem 13,58 km² de área e sua população em 2018 foi estimada em 344 habitantes.

## Demografia
| Ano:        | 1994 | 2004    | 2014   | 2024    |
| ----------- | ---- | ------- | ------ | ------- |
| Broj ljudi: | 467  | 397     | 371    | 306     |
| Razlika:    |      | -14,98% | -6,54% | -17,52% |

| Ano:               | 2023 | 2024 |
| ------------------ | ---- | ---- |
| Número de pessoas: | 306  | 306  |
| Diferença:         |      | +0%  |